# Херцман, Эрих
Эрих Херцман (нем. Erich Hertzmann; 14 декабря 1902, Крефельд — 3 марта 1963, Беркли, Калифорния) — американский музыковед и педагог германского происхождения.
Профессор Колумбийского университета.
Известен, в частности, как первый публикатор обнаруженного в 1945 г. автографа Рондо-каприччио Людвига ван Бетховена Op. 129 «Ярость из-за потерянного гроша». Несколько важных работ Херцмана посвящены Моцарту. В германский период (1930-е гг.) он занимался также более ранней музыкой, опубликовав, в частности, сборник итальянской вокальной музыки (нем. Volkstümliche italienische Lieder), включающий сочинения Адриана Вилларта, Орландо Лассо, Томмазо Чимелло и др.